# Bohumíra Kopečná
Bohumíra Kopečná (* 28. července 1946, Jablonec nad Nisou, rozená Paulyová) je česká právnička, která byla v letech 1994–1997 první českou nejvyšší státní zástupkyní.

## Život a kariéra
Nejprve po maturitě pracovala od roku 1966 v podniku Železnobrodské sklo. Po vystudování Právnické fakulty Univerzity Karlovy v Praze v roce 1971 působila dva roky na Okresní prokuratuře v Bruntále jako právní čekatelka. Když vykonala justiční zkoušky, pracovala do roku 1975 jako prokurátorka Okresní prokuratury v Šumperku. V letech 1975 až 1990 pracovala jako prokurátorka na úseku obecné kriminality Městské prokuratury v Brně. V roce 1994 se stala první českou státní zástupkyní.